# Tití de cara blanca
El tití de cara blanca (Leontocebus leucogenys) és una espècie de primat de la família dels cal·litríquids. És endèmic del Perú. Té una llargada de cap a gropa de 205–230 mm, la cua de 305–330 mm i un pes de 350-400 g. Anteriorment era considerat sinònim del tití de cap bru (L. fuscicollis). El seu nom específic, leucogenys, significa ‘mandíbula blanca’ en llatí.